# Manfredonia Calcio 1932
Il Manfredonia Calcio 1932 S.S.D. a r.l., o semplicemente Manfredonia, è una società calcistica italiana con sede nella città di Manfredonia. Milita in Serie D, la quarta divisione del campionato italiano.

## Storia

### Le origini
Nell'ottobre 1932 viene fondata, come da volontà del PNF, l'Associazione Sportiva Manfredonia. Nel 1933-1934 disputa il suo primo campionato in Seconda Divisione Pugliese ottenendo la promozione in Prima Divisione Interregionale (attuale Serie c). Retrocede subito, ma l'anno seguente, il 1935-1936, centra nuovamente la promozione in Serie C. Rimase in questa categoria fino al 1939-1940, anno della retrocessione in Prima Divisione Pugliese, ma nel 1940-1941 si iscrisse, per questioni economiche, alla Seconda Divisione Pugliese con la denominazione di Polisportiva Manfredonia.

### Dal dopoguerra agli anni ottanta
Nel 1945 nascono numerose formazioni quali La Terra Apulia, La Sipontina, l'A.S. Manfredonia Benedetto Fatone e la Libertas.
È proprio quest'ultima la formazione che si impone nel calcio sipontino la quale, nell'estate del 1950 cambia nome, fondendosi con la neonata A.S. Manfredonia e partecipando al torneo di Prima Categoria 1950-1951.
Nel 1951-1952 il Manfredonia, con l'allenatore Gai e il presidente Amedeo Del Vecchio riesce ad arrivare fino al campionato di Promozione stabilendo il primato nazionale di 106 gol in un torneo.
La stagione successiva si sfiora la IV Serie (Serie D), e negli anni a seguire la squadra non va oltre la Prima Categoria.

Il Manfredonia a Foggia contro il Cerignola, campionato 1966-1967.

La squadra milita in Prima Categoria fino alla stagione 1966-67. In questo campionato con il presidente Saverio Petrangelo si conquista la tanto attesa IV Serie o Serie D e si arriva anche ai quarti di finale di Coppa Italia contro l'Impruneta.
Nel 1971-1972 la squadra retrocede in Promozione, ma la stagione successiva (1972-1973) riconquista la Serie D che viene mantenuta per 4 anni fino alla retrocessione nel 1977-1978.
Nel campionato di Promozione del 1978-79 il Manfredonia retrocede e 4 anni più tardi, nel 1981-1982, riconquista l'Interregionale (ex Serie D).

### Gli anni novanta
Nella stagione 1990-1991 retrocede in Eccellenza.
La squadra retrocede in Promozione nel campionato 1994-1995. Nella stagione seguente sfiora la promozione nel campionato, che viene poi centrata nel 1996-97. In Promozione il Manfredonia toccherà il punto più basso della sua storia dalla stagione 1966-1967.
Nel 1998-1999 il campionato di Eccellenza viene vinto dal Locorotondo e il Manfredonia è promosso in Serie D dopo le vittorie negli spareggi contro il Venafro e l'Orlandina. Saranno quattro stagioni dove l'obiettivo è la salvezza, e questo è stato sempre raggiunto, anche con le partenze e l'avvicendarsi di parecchi allenatori. I proprietari del club garganico Troiano e Cozzolini non hanno né i mezzi né la possibilità di portare la squadra garganica a ben altri livelli.

### Gli anni duemila
Nell'estate del 2003, la S.S. Manfredonia Calcio viene ceduta al giovane assessore comunale e provinciale Angelo Riccardi che rileva il club con altri venti imprenditori locali. La panchina viene inizialmente affidata ad Angelo Carrano, sostituito a metà campionato da Leonardo Bitetto, che guiderà il Manfredonia a due promozioni consecutive, fino a raggiungere la Serie C1 al termine del campionato di 2004-2005.
Durante il campionato di Serie C1 2005-2006, Bitetto viene esonerato lasciando il posto a Salvo Fulvio D'Adderio. Il Manfredonia si classificherà decimo. L'anno successivo i biancocelesti (con Danilo Pierini prima e successivamente Francesco D'Arrigo) centrano la nona posizione, che è tuttora il miglior piazzamento nella storia della società. Nel torneo successivo però, nonostante l'arrivo del D.S. Giuseppe Pavone (fra i protagonisti di Zemanlandia, l'epopea del Foggia in Serie A) la squadra retrocede in Serie C2, a causa della classifica avulsa sfavorevole nei confronti del Verona.
Per il campionato 2008-2009 torna in panchina D'Arrigo. La squadra riesce a centrare la salvezza ai play-out, vincendo sia la gara di andata che di ritorno contro l'Isola Liri.
Il 25 giugno 2009 durante l'assemblea ordinaria dei soci, viene nominato nuovo presidente del club garganico Michele Balzamo che succede ad Angelo Riccardi, che lascia dopo sei anni di gestione. Il 15 febbraio successivo, Balzamo rassegna le proprie dimissioni dopo diversi problemi societari. Sul campo la squadra allenata dal mister Giovanni Bucaro trova la salvezza.

### Gli anni duemiladieci
Al termine della stagione 2009-2010, la crisi societaria si aggrava, la società in vendita non trova acquirenti. Il 9 luglio 2010, tramite un comunicato ufficiale, la società comunica di non presentare ricorso all'esclusione della squadra dal campionato di Lega Pro Seconda Divisione a causa di inadempienze, e la conseguente retrocessione d'ufficio nei dilettanti. La storia anche legale della vecchia società ebbe fine tre anni dopo, l'11 settembre 2013, con la radiazione dalla FIGC per fallimento.
Il 22 luglio successivo nasce la base societaria dell'A.S.D. Manfredonia Football 1932 con soci Casalino e Sdanga e presidente Pasquale Pappalardo. Come primo atto la nuova società inoltra la domanda alla FIGC di prendere parte al successivo campionato di Serie D, ma la Federazione rigetta la richiesta e decide di far ripartire la squadra sipontina dal campionato 2010-2011 di Eccellenza.
Il 13 agosto viene annunciato l'arrivo di Karel Zeman (figlio di Zdeněk Zeman) come nuovo allenatore. Il 5 ottobre viene nominato nuovo presidente Lino Troiano (già presidente del club nel 2002-2003), dopo le dimissioni di Pappalardo, entra in società anche Lello Di Lascia. Il giorno seguente viene esonerato Karel Zeman, contestato dalla tifoseria perché, dopo sette giornate, era riuscito ad ottenere solo un punto facendo precipitare la squadra all'ultimo posto, venendo sostituito da Matteo Zito. Il 9 dicembre Zito si dimette, lasciando la squadra all'ultimo posto con soli 7 punti, frutto di 1 vittoria, 4 pareggi e 12 sconfitte. La squadra viene affidata a Matteo D'Arienzo e termina il campionato al sedicesimo posto. Ai play-out ha la meglio nella doppia sfida contro lo Stefanizzi Sogliano e in finale contro il Castellana Grotte, conquistando la salvezza.

Lo stemma dell'A.S.D. Manfredonia Calcio.

A fine stagione lascia la carica di presidente Lino Troiano dopo non esser stato riconfermato dal consiglio dei soci. Il 28 giugno 2011 viene annunciato l'arrivo del nuovo allenatore Franco Cinque, scelta non condivisa dalla tifoseria e dopo dure contestazioni il 22 luglio arrivano le dimissioni in blocco dell'allenatore e dell'intera società. Dopo il cambio di denominazione sociale, rientrano le dimissioni della compagine sociale e viene nominato presidente Antonio Sdanga, già vicepresidente e socio di maggioranza. La squadra chiude il campionato al quarto posto venendo eliminata ai play-off dall'Atletico Corato.
Nel mese di luglio 2012 Sdanga presenta le sue dimissioni salvo poi confermare il proprio ruolo in un momento successivo. La squadra viene affidata dapprima Matteo D'Arienzo alla guida della squadra ed in seguito a Franco Cinque. Al termine della regular season si classificherà terza. Dopo aver eliminato ai play-off regionali Audace Cerignola e Terlizzi, ha la meglio ai play-off nazionali su Rende e Atletico Campofranco in finale, venendo promossa in Serie D il 16 giugno.
Dopo quattro stagioni anonime in Serie D, i sipontini retrocedono in Eccellenza al termine del campionato 2017-2018. La società, tuttavia, non formalizza l'iscrizione al successivo torneo. Il 24 luglio il giovane imprenditore locale Raffaele Pio De Nittis fonda il Manfredonia Calcio 1932 S.S.D. a.r.l., che viene iscritto al campionato regionale di Prima Categoria.
Il Campionato di Prima Categoria 2018/19, è un torneo che vede i sipontini segnare ben 127 compreso lo spareggio per l'ammissione alla categoria superiore. Il bomber è Pasquale Trotta che segnerà 42 reti, record assoluto per un calciatore. I biancoazzurri si classificheranno al secondo posto, dietro alla United Sly Bari. Proprio la gara casalinga nel girone di ritorno contro i biancorossi (10/02/2018) darà adito a tante polemiche per un risultato finale (1 a 1) che penalizza i sipontini, i quali reclamano sul finale di gara un calcio di rigore non assegnato. Per le statistiche è la prima volta nella storia del calcio locale che si affrontano due squadre di Manfredonia nello stesso campionato, in un derby inedito contro il Manfredonia Football Club del patron Mirko Di Fiore. Il derby si disputerà anche in Coppa Puglia. Nella stagione regolare le due gare si sono disputate il 02/12/2018 e il 24/03/2019 con vittoria dei delfini per 6 a 2 e per 6 a 0.

### Gli anni duemilaventi
Il Manfredonia Calcio conferma per la quasi totalità la rosa del precedente torneo e chiude il girone di andata con quarantatré punti, frutto di quattordici vittorie ed un pareggio, nelle quindici gare disputate. Ottiene anche la migliore sequenza di punti in tutti i tornei di Promozione italiani. Un risultato eccellente per il team capitanato dal Presidente Raffaele Pio De Nittis e guidato tecnicamente da mister Luigi Agnelli, il quale però dopo alcuni pareggi e la sconfitta di Bitritto (peraltro condizionata da una serie di assenze) che gli faranno perdere la prima posizione, lascerà la guida tecnica. Il suo posto viene preso da Giuseppe "Pino" Lo Polito, il quale però non riesce a chiudere il torneo, che si fermerà alla 25ª giornata, con la compagine in seconda posizione in classifica e che verrà successivamente ripescata in Eccellenza pugliese per il campionato 2020/21. A tal proposito il maggiore dei tornei dilettantistici regionali verrà modificato con la nuova formula di due gironi da 14 squadre, per un totale di 28 partecipanti. 
Da ricordare dell'ultimo torneo sospeso e chiuso per l'emergenza Covid19, la vittoria contro la United Sly Bari, che fino al 1º marzo 2020 era in testa alla graduatoria. La gara di andata disputata l'8 dicembre 2019, di fronte a un pubblico di oltre 3000 spettatori (record per la Promozione), viene vinta dai Delfini per 1 a 0.
La fase pre-campionato della stagione 2020/2021 si presenta ambigua per il Manfredonia appena tornato nel massimo torneo regionale: dopo l'annuncio del nuovo allenatore, Massimo Olivieri, quest'ultimo, per voci mai confermate di incomprensioni, viene sostituito dopo pochi giorni con Danilo Rufini, vecchia conoscenza della compagine sipontina. Il Manfredonia inizia però il campionato senza un importante avversario, lo Sly Trani, società nata dalla fusione tra la United Sly Bari e la società giovanile San Gerardo di Corato, dato il disimpegno del Presidente Danilo Quarto e la successiva rinuncia da parte della squadra a disputare il campionato, portando così il girone A di Eccellenza Pugliese a 13 squadre, senza alcun ripescaggio. A poche giornate dall'inizio il Manfredonia si vede primo in classifica ma, tra ottobre e novembre, data la nuova situazione pandemica, la LND decide di sospendere tutti i campionati dillettantistici. Il campionato riprenderà in seguito nella metà di aprile 2021, senza la possibilità per i tifosi di assistere alle partite e con la decisione di concludere solo il girone d'andata. Il Manfredonia Calcio disputa un eccellente campionato, contendendosi la vetta della classifica con il Barletta. Alla fine della penultima giornata il Manfredonia, già qualificato ai play-off, si ritrova a 23 punti, uno solo in più rispetto ai biancorossi, e con cui disputeranno l'ultima e decisiva partita fuori casa; il match non finisce come sperato: il Barletta sconfigge in casa i sipontini per 3 a 2, infliggendo loro la prima e unica sconfitta in campionato piazzandoli al secondo posto. La semifinale per gli spareggi intergirone rappresentano un'ulteriore delusione per il Manfredonia che, nonostante l'incredibile partita del capitano e bomber Pasquale Trotta, alla fine dei tempi supplementari perde 4-3.
La stagione 2021/2022 vede un altro cambio alla guida tecnica: viene esonerato il mister Danilo Rufini in favore di Celestino Ricucci. L'inizio del campionato non è dei migliori nonostante il Manfredonia fosse una tra le favorite: infatti alla fine di settembre anche Ricucci viene esonerato e sostituito con Franco Cinque, già allenatore del Manfredonia e autore dell'ultima promozione della squadra in Serie D. Viene inoltre effettuato un cambio al vertice: alla fine del 2021 l'Ing. Gianni Rotice, dopo l'elezione a Sindaco di Manfredonia, lascia la presidenza della squadra all'imprenditore Michele D'Alba. La stagione, anche grazie ai nuovi innesti, vede il Manfredonia risalire lentamente la classifica, non assumendo però lo sperato ruolo da protagonista, con Barletta e Corato ancorate saldamente alle prime due posizioni e arrivando quarta dietro il Di Benedetto Trinitapoli (ex Audace Barletta), risultato non utile a causa dell'abolizione dei play-off per quella stagione. Il risultato finale arriva nonostante la temporanea "trasferta" del Manfredonia che, a causa della mancata proroga per l'utilizzo del campo del Miramare, non più a norma, è costretta a giocare le partite in casa al campo sportivo del confinante Comune di Monte Sant'Angelo.
Sono importanti le novità in riva al Golfo di Manfredonia per la squadra, venendo effettuato un radicale cambio all'interno di tutta la società: dopo 20 anni dalla sua inaugurazione, comincia lo smantellamento del vecchio manto erboso del "Catino" in favore di un campo moderno e che rispetti le norme FIGC. Nel giugno 2022 Michele D'Alba si dimette dal ruolo di Presidente per passare le redini a Giuseppe Di Benedetto, imprenditore ofantino ex patron del Di Benedetto Trinitapoli, la stessa squadra arrivata terza nella precedente stagione sopra il Manfredonia. I cambi arrivano anche nella squadra tecnica e nell'organigramma: l'allenatore Franco Cinque viene sostituito con Pasquale De Candia, coadiuvato da Nicola De Santis come allenatore in seconda e vengono nominati Fabio Moscelli come Direttore Sportivo, Angelo Vitulano come Direttore Generale e Antonio Crudele come Team Manager. Lo stravolgimento prende anche la squadra: molti sono gli addii tra cui Nino Morra, Matteo Stoppiello, Nicola Salvemini e il capitano e capocannoniere Pasquale Trotta che passano alla corte del San Severo, ritrovando come allenatore un altro ex "sipontino", Danilo Rufini. Unica riconferma quella del centrocampista Benny Cicerelli. La campagna acquisti 2022/2023 non si fa attendere e il Manfredonia porta in squadra nomi importanti per un campionato d'Eccellenza. Al termine del girone di andata del campionato di Eccellenza Puglia il Manfredonia si ritrova ad essere primo in classifica, con 30 punti collezionati in 9 vittorie, tre pareggi e una sconfitta. Il 5 febbraio 2023 il Manfredonia compie un passo storico, vincendo il primo trofeo della sua storia, la Coppa Italia Eccellenza Puglia contro il Manduria, vincendo la partita della finale di andata in casa per 3-0 e perdendo il ritorno per 1-0. Il 16 aprile 2023 il Manfredonia finisce la stagione regolare di Eccellenza al 1º posto nel girone A a 67 punti, otto più del Bisceglie, abbastanza per qualificarsi direttamente alla finale del girone ma non tanto da accedere direttamente alla finalissima itergirone, che tuttavia riesce a conquistare pareggiando 0-0 contro il Bisceglie, sfruttando la regola del miglior piazzamento in classifica. Il 21 maggio 2023 il Manfredonia disputa la finalissima contro il Gallipoli, vincente del girone B. Dopo 120 minuti la partita rimane sul punteggio di 1-1 (primo vantaggio sipontino immediatamente equilibrato dai salentini) ma il Manfredonia ha la meglio ai tiri di rigore dove vince 4-3, ottenendo la promozione in Serie D, da cui mancava dalla stagione 2017-2018.
L'estate manfredoniana riserva però alcune sorprese: dopo alcune incomprensioni avute con l'amministrazione comunale di Manfredonia e con la SSD Manfredonia Miramare dell'ex presidente Iraldo Collicelli riguardo la gestione e l'omologazione del campo e dello Stadio Miramare, Giuseppe Di Benedetto decide di lasciare la guida della compagine biancoceleste prendendo la guida della Fidelis Andria. L'iscrizione al massimo campionato dilettantistico rimane in bilico fino all'ultimo giorno disponibile, 14 luglio 2023, quando il Sindaco Rotice annuncia l'avvenuta iscrizione alla Serie D; la società inoltre comunica il nome del nuovo presidente, Francesco Ciuffreda. Il 24 luglio Franco Cinque, diverse volte allenatore del Manfredonia, ritorna al suo ruolo di commissario tecnico, sostituendo Pasquale De Candia. Il ruolo vacante di Direttore Sportivo viene assunto da Livio Scuotto, già DS dell'Afragolese e quello di Direttore Generale da Antonio Varraso, imprenditore foggiano.

## Cronistoria
- 2024-2025 - 15° nel girone H di Serie D. Vince i play-out contro l'Asd Ugento e quindi rimane in serie D girone H
- 2025-2026 - Da cominciare... (Serie D Girone H)

## Società

### Organigramma societario 2025/2026
Consiglio di amministrazione
- Gianni Rotice - Presidente

Organigramma
- Luigi Pezzella - Commissario Tecnico
- Giuseppe Perrone - Secondo allenatore
- Massimo Tanzillo - Direttore Sportivo
- Leonardo Polichetti - Preparatore dei portieri
- Domenico Ferrazzano - Preparatore atletico
- Ignazio Silvestri - Segretario Generale
- Nico Troiano - Social Media Manager
- Giuseppe Ussato - Magazziniere

## Diffusione nella cultura di massa
Dal 15 al 24 aprile 2005 la maglia del Manfredonia ha viaggiato a bordo della Stazione spaziale internazionale indossata in alcune occasioni dall'astronauta italiano Roberto Vittori durante la missione Sojuz TMA-6. A tutt'oggi la maglia del Manfredonia risulta essere l'unica maglia di una squadra di calcio indossata nello spazio e una delle due effettivamente lanciate nello spazio, essendo stata lanciata la maglia di Francesco Totti dopo il suo ritiro dalla Roma.

## Allenatori e presidenti
- 1934-1935  Ferenc Plemich
- 1935-1949 ...
- 1949-1950  Pompeo La Torre
- 1951-1954  Dario Gay
- 1954-1967 ...
- 1967-1968  Guido Roncarati
- 1968-1974 ...
- 1974-1975  Glauco Tomasin
- 1975-1977 ...
- 1977-1978  Donato Di Bari e  Gaetano Totaro (I)
- 1978-1979  Castriotta
 Salvatore Lasalandra
- 1979-1980  Salvatore Lasalandra
- 1980-1981  Salvatore Lasalandra
 Savino Parente
- 1981-1982  Savino Parente
- 1982-1983 ...
- 1983-1985  Guido Roncarati
- 1985-1993 ...
- 1993-1994  Rosario Facciorusso
- 1995-1997  Carmine Caravella
- 1997-1998  Carmine Caravella
 Filippo Amici
- 1998-1999  Rodolfo Conte
 Pantaleo De Gennaro
- 1999-2000  Pantaleo De Gennaro
- 2000-2001 / Llambi Lala
 Arnaldo Trombetta
 Roberto Pidone
- 2001-2002  Bruno Conca
 Vito Sgobba
- 2002-2003  Vito Sgobba
 Pietro Armenise
 Michelangelo Paladino
 Vito Sgobba
- 2003-2004  Angelo Carrano
 Leonardo Bitetto
- 2004-2005  Leonardo Bitetto
- 2005-2006  Leonardo Bitetto
 Salvo Fulvio D'Adderio
- 2006-2007  Danilo Pierini
 Francesco D'Arrigo
- 2007-2008  Raffaele Novelli
 Andrea Pensabene
- 2008-2009  Francesco D'Arrigo
 Lorenzo Mancano
 Francesco D'Arrigo
- 2009-2010  Giovanni Bucaro
- 2010-2011  Karel Zeman
 Matteo Zito
 Matteo D'Arienzo
- 2011-2012  Francesco Cinque
- 2012-2013  Matteo D'Arienzo
 Francesco Cinque
- 2013-2014  Francesco Cinque
 Massimiliano Vadacca
- 2014-2016  Massimiliano Vadacca
- 2016-2017  Massimiliano Vadacca
 Raimondo Catalano
- 2017-2018  Walter Chiarella
 Giovanni Baratto
- 2018-2019  Luigi Agnelli
- 2019-2020  Luigi Agnelli
 Giuseppe Lo Polito
- 2020-2021  Danilo Rufini
- 2021-2022  Francesco Cinque
- 2022-2023  Pasquale De Candia
- 2023-2024  Francesco Cinque
- Dal 11/10/2024 al 12/11/2024  Luigi Panarelli
- Dal 13/11/2024 a fine stagione 2025  Francesco Cinque
- 2025/2026  Luigi Pezzella

- 1933-1938  Michele Bissanti
- 1938-1949 ...
- 1949-1950  Pompeo La Torre
- 1951-1954  Amedeo Del Vecchio (comm. straordinario)
- 1954-1956 ...
- 1956-1957  Egidio Capurso (comm. straordinario)
- 1957-1966 ...
- 1966-1968  Saverio Petrangelo
- 1969-1970  Stefano Santoro
- 1970-1980 ...
- 1980-1983  Pasquale Sdanga
- 1983-1994  Giuseppe Cozzolini
- 1994-2001  Giuseppe Cozzolini
- 2001-2002  Giuseppe Cozzolini
- 2002-2003  Pasquale Troiano
- 2003-2009  Angelo Riccardi
- 2009-2010  Michele Balzamo
- 2010  Pasquale Pappalardo
- 2010-2011  Pasquale Troiano
- 2011-2018  Antonio Sdanga
- 2018-2020  Raffaele Pio De Nittis
- 2020-2021  Iraldo Collicelli
- 2021  Gianni Rotice
- 2021-2022  Michele d’Alba
- 2022-2023  Giuseppe Di Benedetto
- 2023-2024  Francesco Ciuffreda
- 2024-2025  Gianni Rotice
- 2025-2026  Gianni Rotice

## Palmarès

### Competizioni interregionali
- Serie C2: 1

2004-2005
- Serie D: 1

2003-2004

### Competizioni regionali
- Seconda Divisione: 2

1933-1934, 1949-1950
- Prima Divisione: 2

1935-1936, 1951-1952
- Prima Categoria: 1

1966-1967
- Promozione: 2

1972-1973, 1996-1997
- Eccellenza: 1

2022-2023
- Coppa Italia Dilettanti Puglia: 1

2022-2023

### Competizioni giovanili
- Campionato Regionale di Eccellenza Juniores:1

2011-2012

### Altri piazzamenti
- Serie D:

Terzo posto: 1967-1968 (girone H)
- Campionato Interregionale:

Secondo posto: 1983-1984 (girone L), 1986-1987 (girone H)
Terzo posto: 1984-1985 (girone H)
- Eccellenza (calcio):

Secondo posto: 1998-1999, 2012-2013
- Scudetto Dilettanti:

Finalista: 2003-2004

## Statistiche e record

### Partecipazioni ai campionati nazionali
| Livello | Categoria                  | Partecipazioni | Debutto   | Ultima stagione | Totale |
| ------- | -------------------------- | -------------- | --------- | --------------- | ------ |
| 3º      | Prima Divisione            | 1              | 1934-1935 | 1934-1935       | 8      |
| 3º      | Serie C                    | 4              | 1936-1937 | 1939-1940       | 8      |
| 3º      | Serie C1                   | 3              | 2005-2006 | 2007-2008       | 8      |
| 4º      | Serie D                    | 17             | 1967-1968 | 2025-2026       | 20     |
| 4º      | Serie C2                   | 1              | 2004-2005 | 2004-2005       | 20     |
| 4º      | Lega Pro Seconda Divisione | 2              | 2008-2009 | 2009-2010       | 20     |
| 5º      | Campionato Interregionale  | 9              | 1982-1983 | 1990-1991       | 15     |
| 5º      | Serie D                    | 6              | 1999-2000 | 2013-2014       | 15     |

### Statistiche di squadra
Nella stagione 1951-1952 fa segnare il primato nazionale di 106 gol segnati in un solo campionato.

### Statistiche individuali
Aggiornato al 01/03/2020
- 87  Pasquale Trotta
- 76  Valerio D’Errico
- 72  Dante Pagni
- 63  Gino Grasso
- 53  Lalino Caputo
- 53  Michele Totaro II
- 51  Michele Tarallo
- 49  Mario Guerra I
- 48  Alessandro Cisternino
- 42  Fedele Renzulli II

## Tifoseria

### Gemellaggi e rivalità
La tifoseria sipontina intrattiene rapporti amichevoli con gli omologhi di Isernia, Fasano, Toma Maglie, Novoli, Vultur Rionero e Atletico Tricase.
Al contrario, le rivalità più sentite sono quelle con Brindisi, Barletta, Molfetta, Bisceglie, Martina, Audace Cerignola, Lucera, Manduria e Pro Vasto.